# Ab de Vries
Ab de Vries (IJmuiden, 4 februari 1913 ― 17 augustus 1998) was een Nederlands voetballer. De verdediger speelde voor  VSV en hij kwam eenmaal uit voor het Nederlands elftal.

## Voetballoopbaan
Ab de Vries voetbalde bij IJFC in IJmuiden in de jeugd en in het begin van zijn seniorentijd. In 1933 stapte hij over naar VSV waar hij als stopperspil een vaste waarde werd.
Jarenlang was hij aanvoerder en het boegbeeld van VSV dat in 1941 en 1949 kampioen werd in de westelijke eerste klasse. In de strijd op het landskampioenschap reikten de Velsense voetballers beide keren niet verder dan de vijfde plaats.
VSV won in 1949 met overmacht de titel en kon al op 23 januari 1949, na de 5-1 zege op KFC, de kampioensvlag hijsen. Vlak voordat eind maart de strijd om de landstitel begon, kwam Ab de Vries in aanvaring met het bestuur dat hem schorste. Daardoor miste hij de duels om de nationale titel.
Pas anderhalf jaar later maakte hij zijn rentree bij VSV. Dat was in het begin van het seizoen 1950/51 toen hij als 37-jarige een kortstondige comeback maakte. Zijn allerlaatste optreden was als invaller op 10 december 1950 thuis tegen HBS. 

## Interlandcarrière

### Nederland

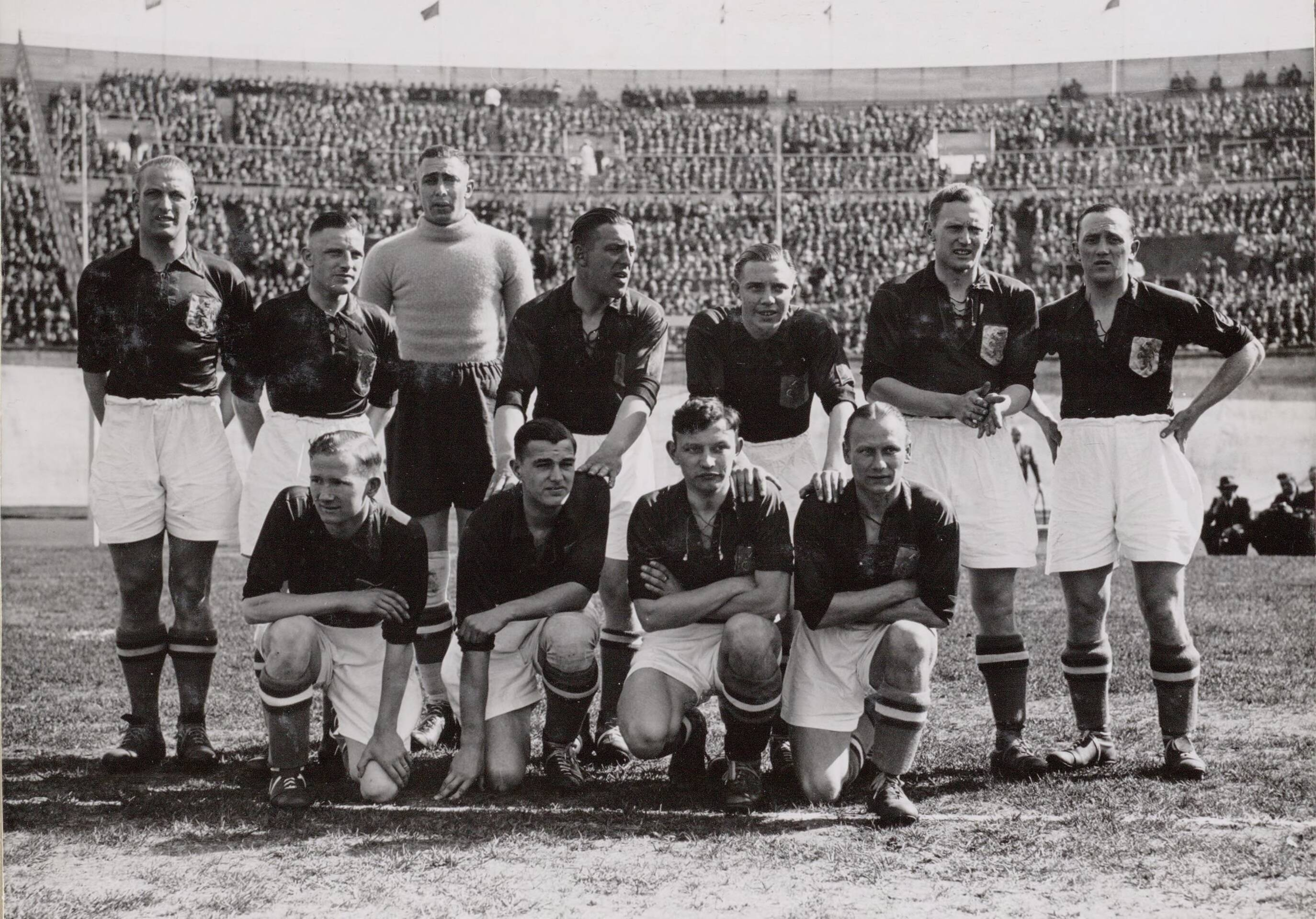
Ab de Vries in het Nederlands elftal 1940 (staand midden)

Ab de Vries werd eenmaal opgeroepen voor het Nederlands elftal. Dat was op 21 april 1940 in de vriendschappelijke wedstrijd thuis tegen België (4-2 winst). Het was voorlopig de laatste interland van het Nederlands elftal. Door de Tweede Wereldoorlog werd zes jaar geen interland gespeeld. 
Ab de Vries debuteerde samen met Joop van der Heide van Feyenoord en Herman van den Engel van DHC. Voor deze drie debutanten zou het bij deze ene interland blijven.